# Беліц
Беліц (нім. Beelitz) — місто в Німеччині, розташоване в землі Бранденбург. Входить до складу району Потсдам-Міттельмарк.
Площа — 180,08 км2. Населення становить 12 818 ос. (станом на 31 грудня 2020).

## Демографія
- Динаміка населення з 1875 року в сучасних кордонах (Синя лінія: населення; Пунктир: відносна порівняльна динаміка населення землі Бранденбург; Сірий фон: період Третього рейху; Помаранчевий фон: період НДР)
- Динаміка населення (синя лінія) і прогнози

| Рік  | Населення |
| ---- | --------- |
| 1875 | 6 427     |
| 1890 | 6 865     |
| 1910 | 8 900     |
| 1925 | 9 126     |
| 1939 | 10 167    |
| 1950 | 11 788    |
| 1964 | 9 918     |

| Рік  | Населення |
| ---- | --------- |
| 1971 | 9 764     |
| 1981 | 8 901     |
| 1985 | 9 593     |
| 1990 | 9 826     |
| 1995 | 10 350    |
| 2000 | 12 219    |
| 2005 | 12 318    |

| Рік  | Населення |
| ---- | --------- |
| 2010 | 11 900    |
| 2015 | 12 121    |
| 2016 | 12 166    |
| 2017 | 12 175    |
| 2018 | 12 448    |
| 2019 | 12 652    |
| 2020 | 12 818    |

Джерела даних вказані на Wikimedia Commons.

## Галерея

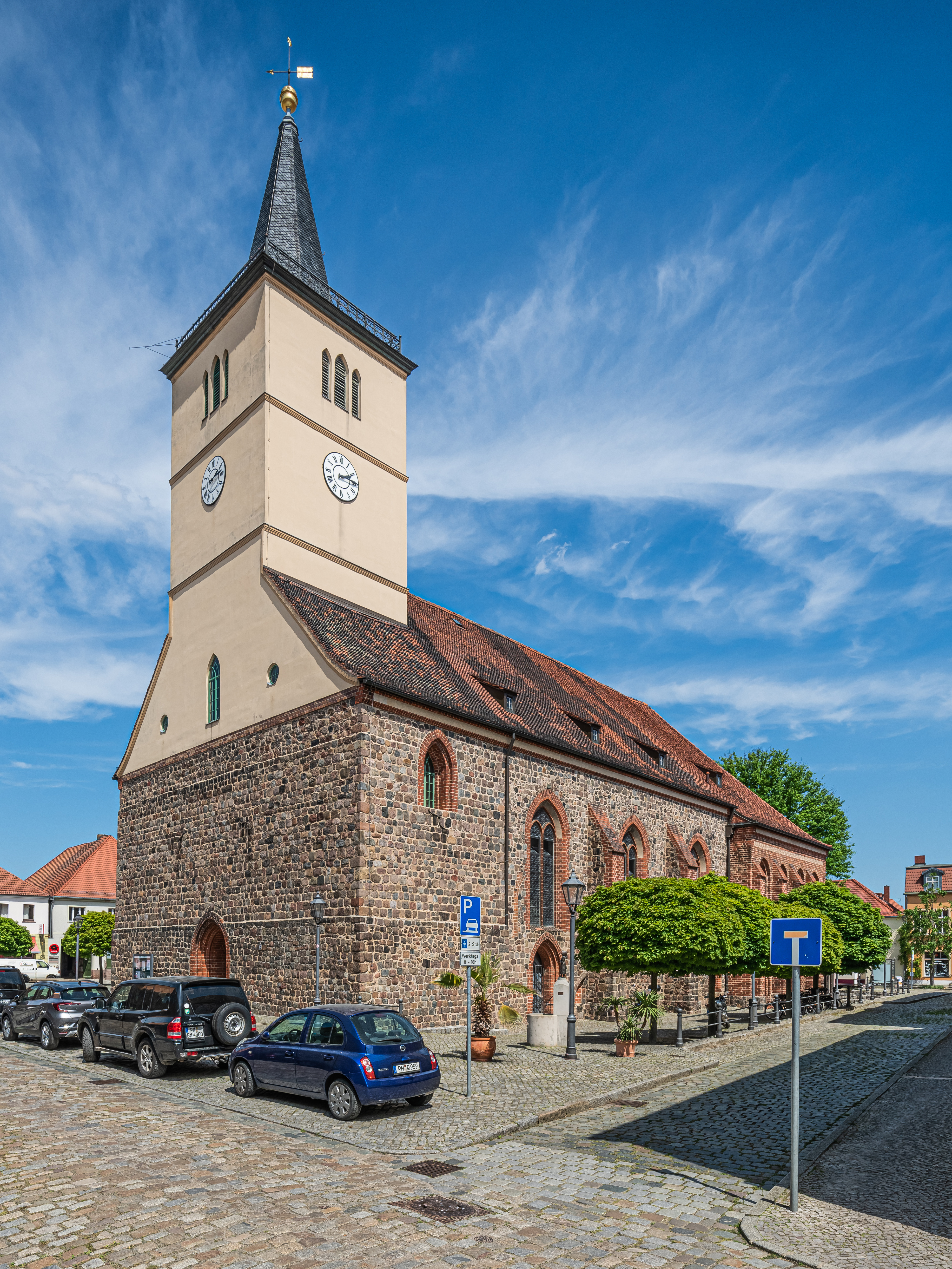
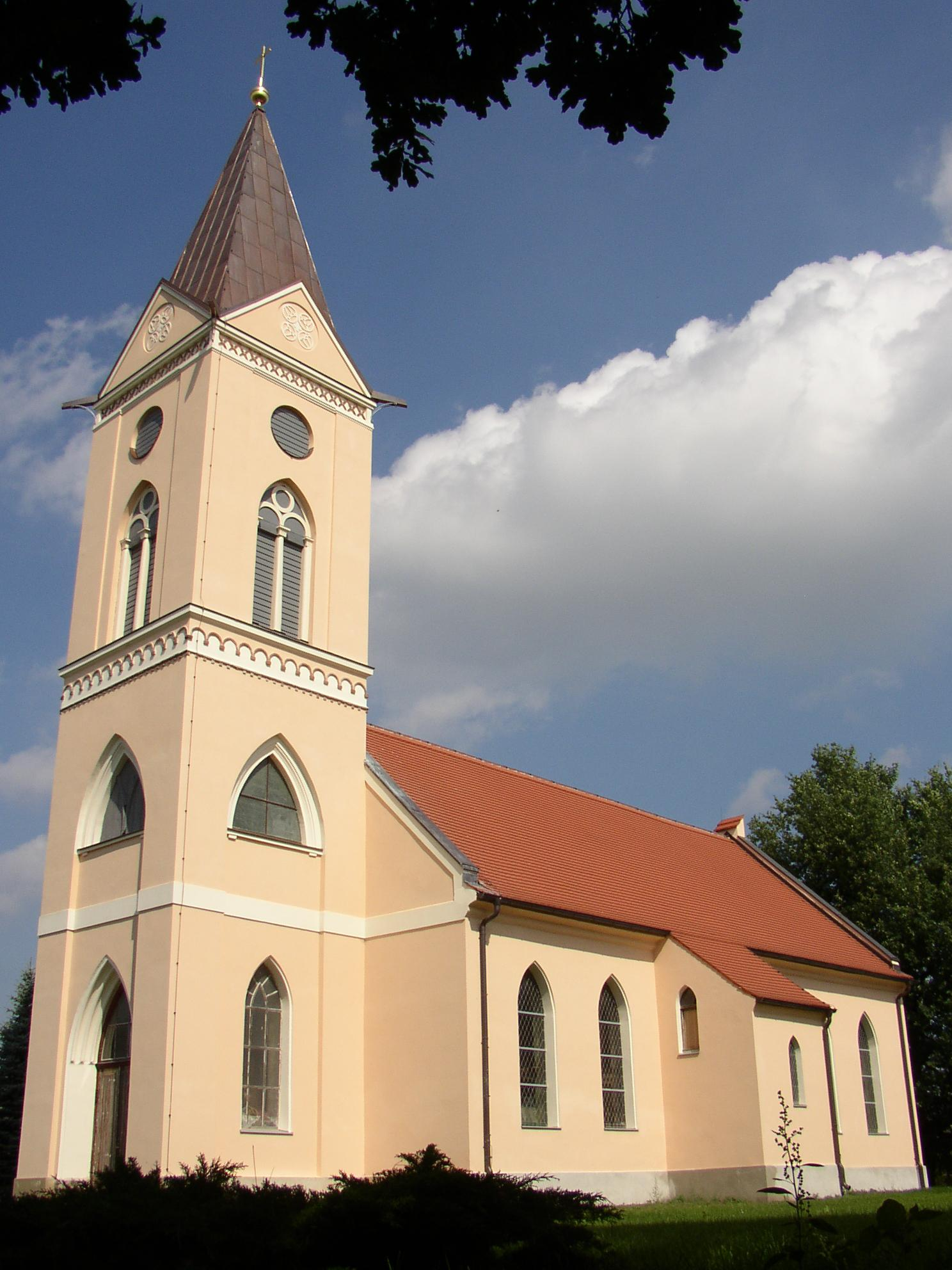
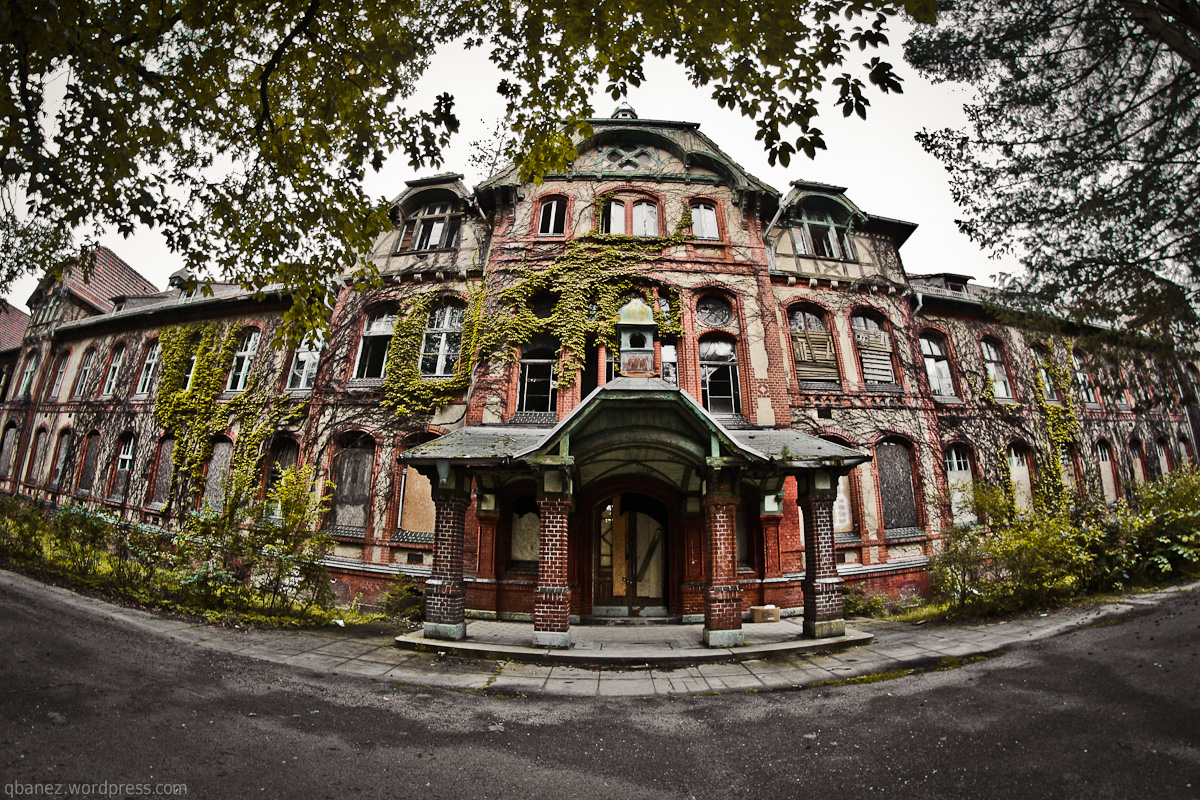
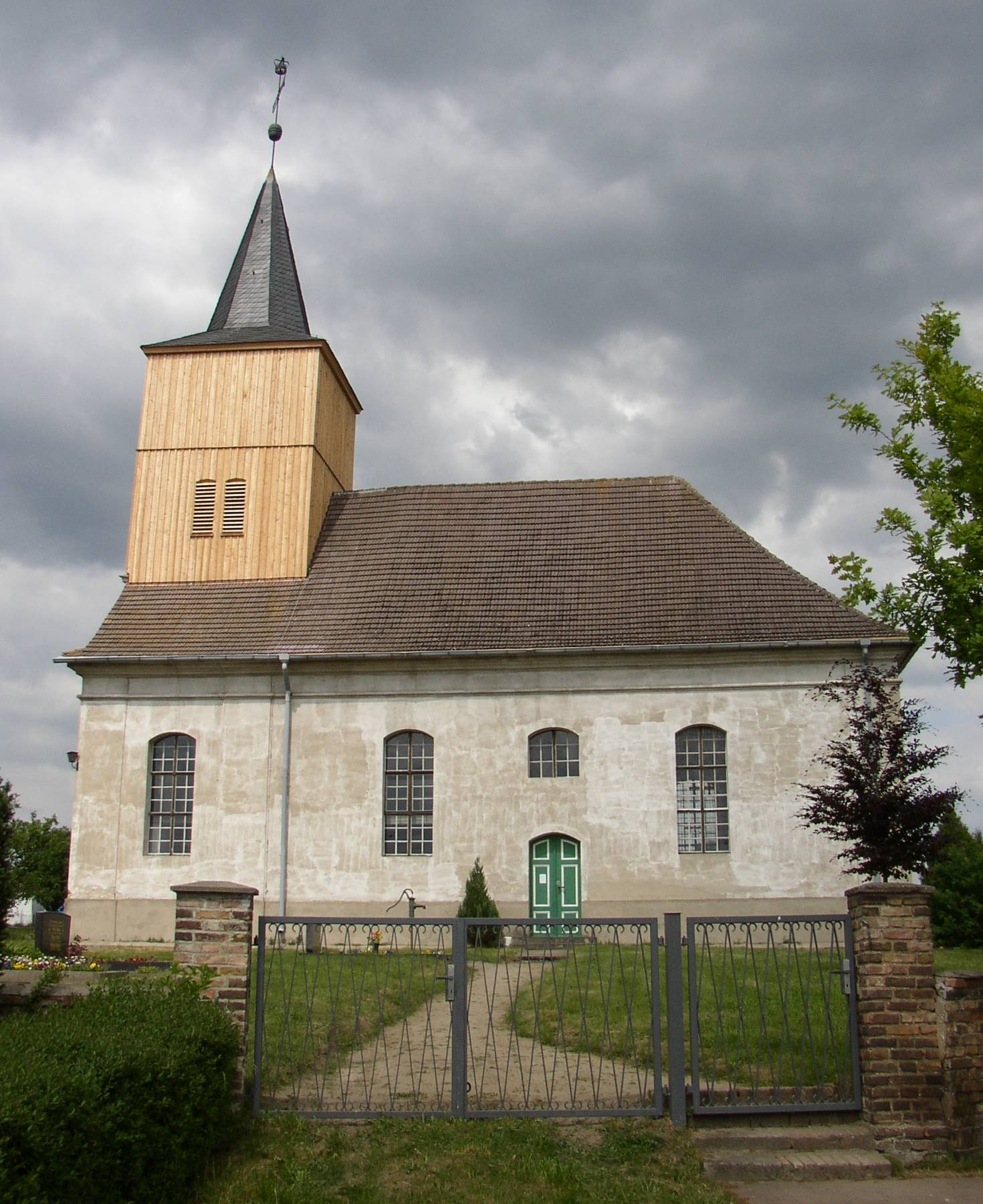
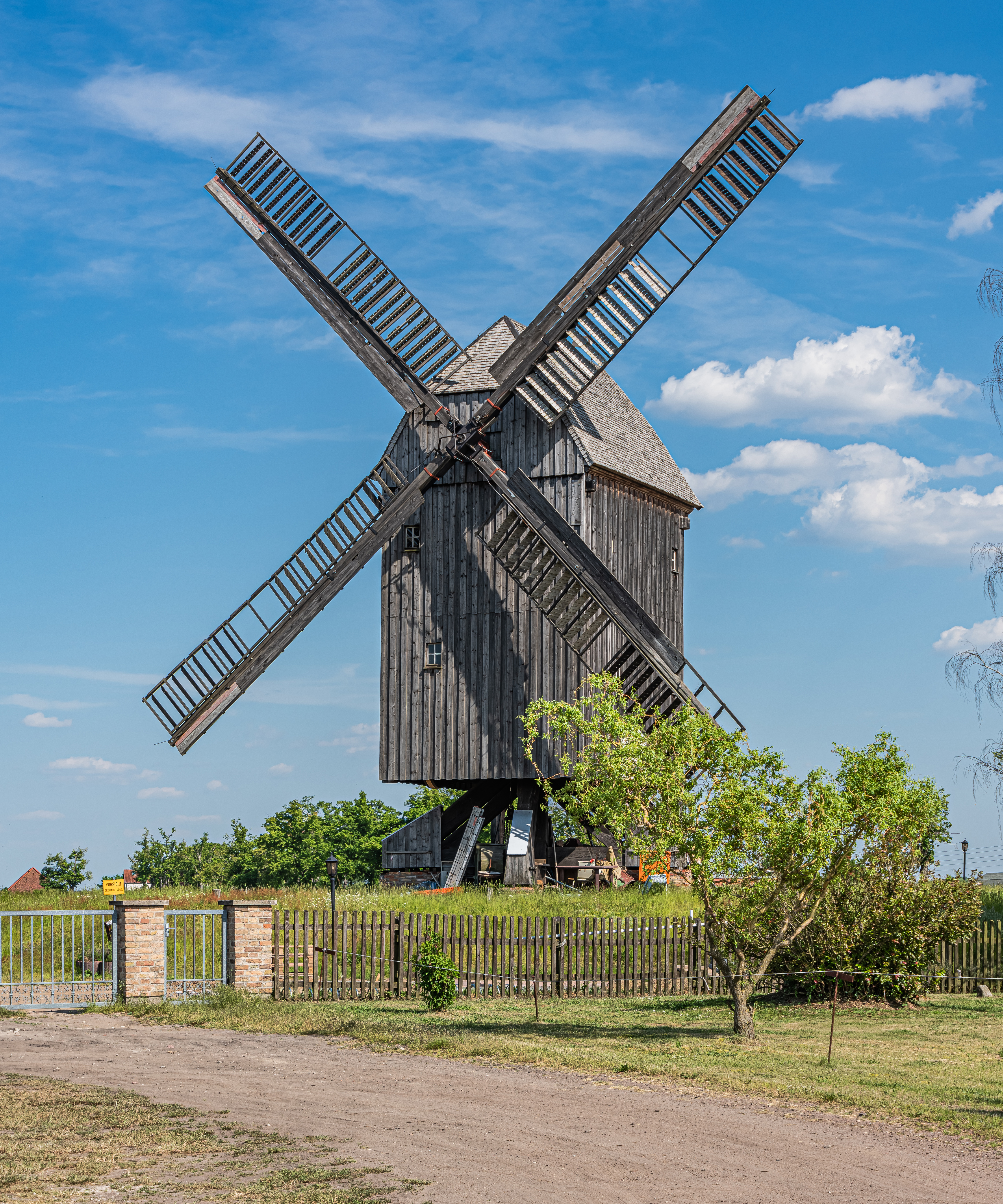
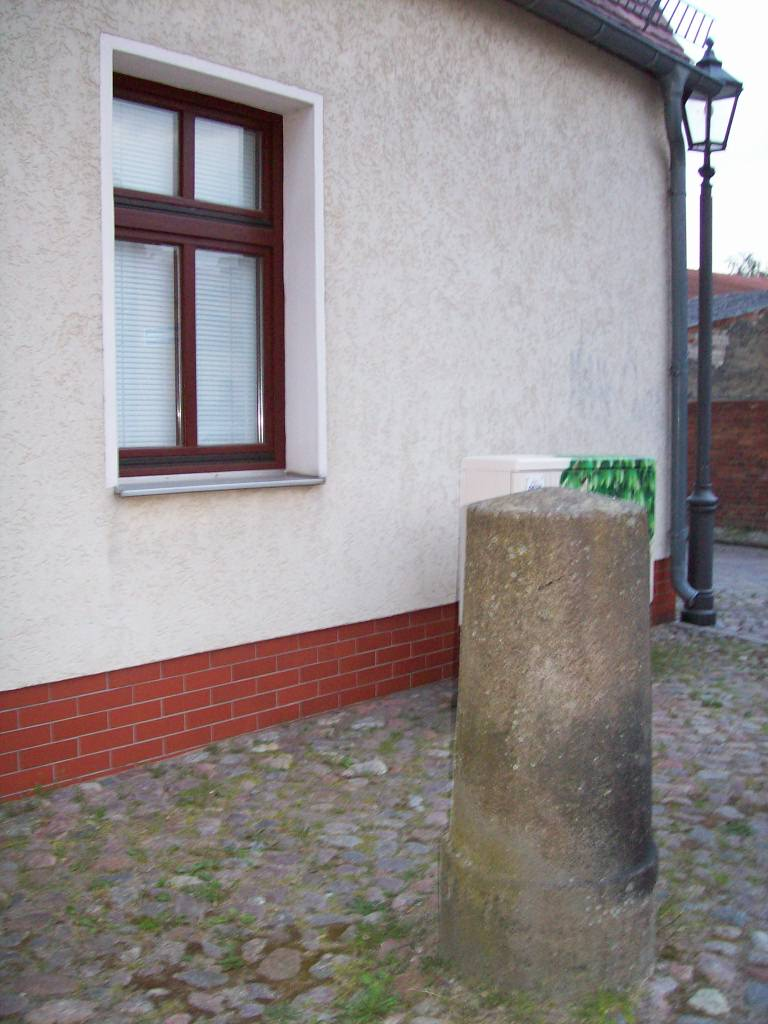

## Відомі особистості
В поселенні народився:
- Желтоножська Тетяна Борисівна (* 1949) — радянська та українська вчена-хімік.